# Erdbeben von Olot (15. Jahrhundert)
Das Pyrenäengebiet gilt als seismisch aktive Zone. Im Laufe der Geschichte wurden immer wieder Beben um den Pyrenäenkamm herum berichtet. Der spanische Historiker Jeronimo Zurita erwähnt ein großes Beben vom 2. Februar 1373 in der  Grafschaft Ribagorça mit starken Verwüstungen und vielen Toten. Zu Ende des ersten Drittels des 15. Jahrhunderts – genauer von 1427 bis 1429 – kulminierte das seismische Geschehen in einer Serie von Erdbeben in der Gegend von Olot.

## Erdbeben in Nordkatalonien
Ende des ersten Drittels des 15. Jahrhunderts ereignete sich eine Serie von Erdbeben in der Gegend von Olot. Das Hauptbeben der ersten Phase ereignete sich am 15. März 1427. Dieses Beben erreichte die Stärke VIII auf der Mercalliskala. Die zweite Phase kulminierte am 15. Mai des gleichen Jahres. Dieses Beben verwüstete die Stadt Olot und umliegende Dörfer. Es hatte ebenfalls die Stärke VIII. Nach diesem Beben stellte König Alfons V. von Aragon (bzw. Alfons IV. von Barcelona) die verwüstete Stadt Olot, alle Personen und alle Objekte, unter seinen persönlichen Schutz und verfügte ihren Wiederaufbau unter gleichem Namen und gleichen Rechten, namentlich der Messe- und Marktrechte. Eine dritte Phase gipfelte im Beben am 2. Februar 1428. Dieses Beben erreichte in der Gegend von Olot, Camprodon und Puigcerdà die Intensität IX bis X nach Mercalli und kostete 800 bis 1000 Menschen das Leben. Letzteres Beben war in ganz Katalonien und angrenzenden Teilen Südfrankreichs zu spüren. In Barcelona beispielsweise wurde die Rosette der Kirche Santa Maria del Mar zerstört. Dieses dritte Beben wird im katalanischen Volksmund aufgrund seiner Datierung am 2. Februar als „terratrèmol de la candelera“, als das Lichtmess-Beben bezeichnet.
Diese Beben vom März und Mai 1427 sowie vom Februar 1428 werden häufig unter dem Terminus „Erdbeben von Olot“ zusammengefasst. In einem etwas erweiterten Zusammenhang mit diesem seismischen Geschehen steht ein Beben mit großer Intensität vom 2. Februar 1429 in der Gegend von Puigcerdà. Sinnfällig werden   heute diese Beben von Olot unter anderem an den zahlreichen zerstörten romanischen Kirchen und Kapellen in der Garrotxa und der Umgebung von Olot. Meist stürzten die Deckengewölbe dieser Gebäude ein. Die Kirchen wurden dann häufig nicht mehr originalgetreu wiederaufgebaut. Als repräsentatives Beispiel gilt die ursprünglich romanische Kirche Sant Martí del Clot in La Vall de Bianya.